# 扎里奇奇亞 (奧夫魯奇區)
51°18′16″N 28°46′21″E / 51.30444°N 28.77250°E
扎里奇奇亞（烏克蘭語：Заріччя），是烏克蘭北部的村莊，隸屬日托米爾州的科羅斯滕區。該村處於諾林河畔，面積0.29平方公里，海拔高度153米，2001年人口1,452，人口密度每平方公里5,024.22人。